# Pruimkeelcotinga
De pruimkeelcotinga (Cotinga maynana) is een zangvogel uit de familie van de cotinga's (Cotingidae).

## Verspreiding en leefgebied
Deze soort komt voor van Colombia tot in noordelijk Bolivia en westelijk Brazilië.

## Status
De grootte van de populatie is niet gekwantificeerd maar de soort wordt omschreven als vrij algemeen. Op de Rode lijst van de IUCN heeft deze soort de status niet bedreigd.